# Zettel’s Traum

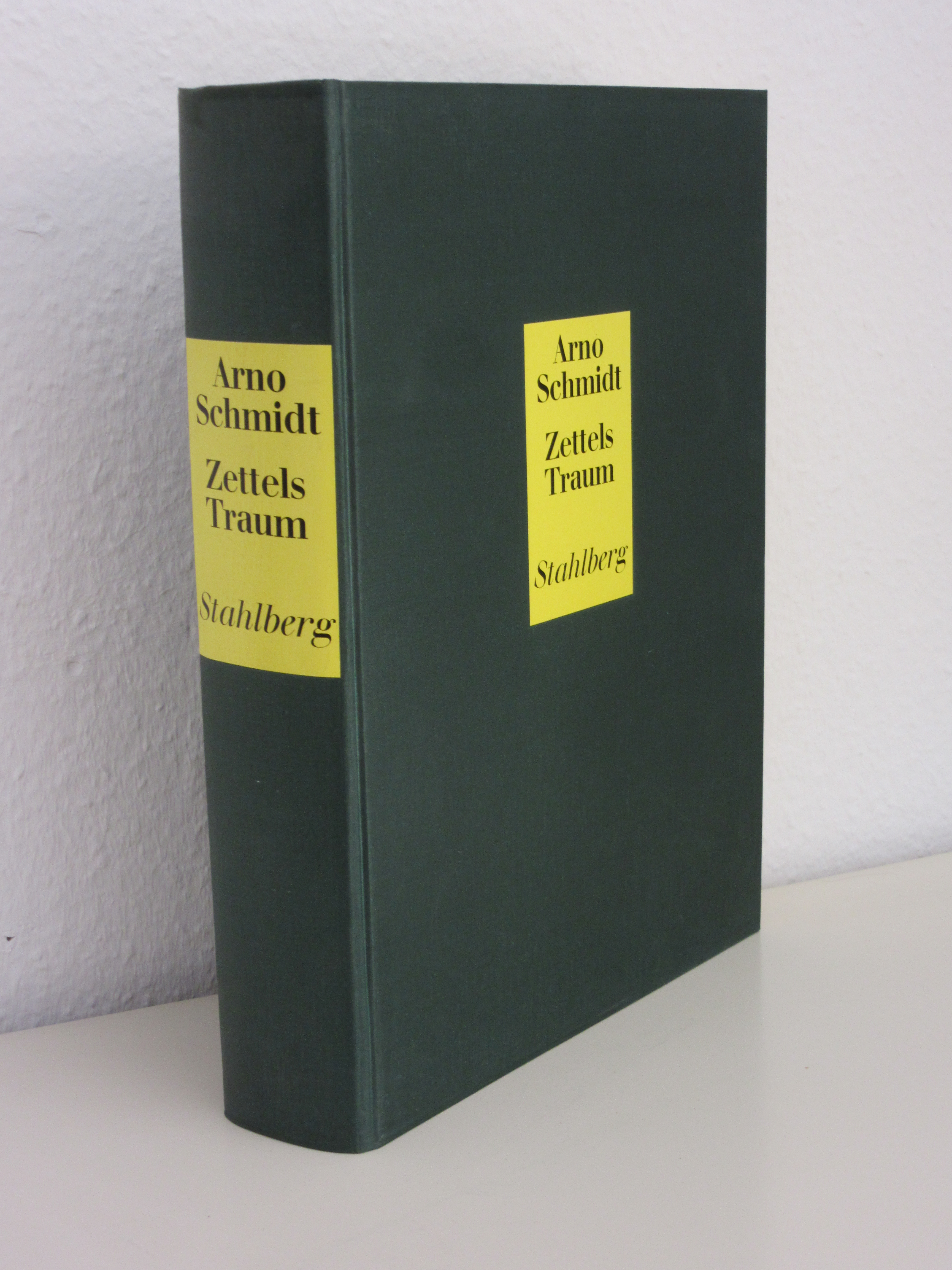
Erstausgabe

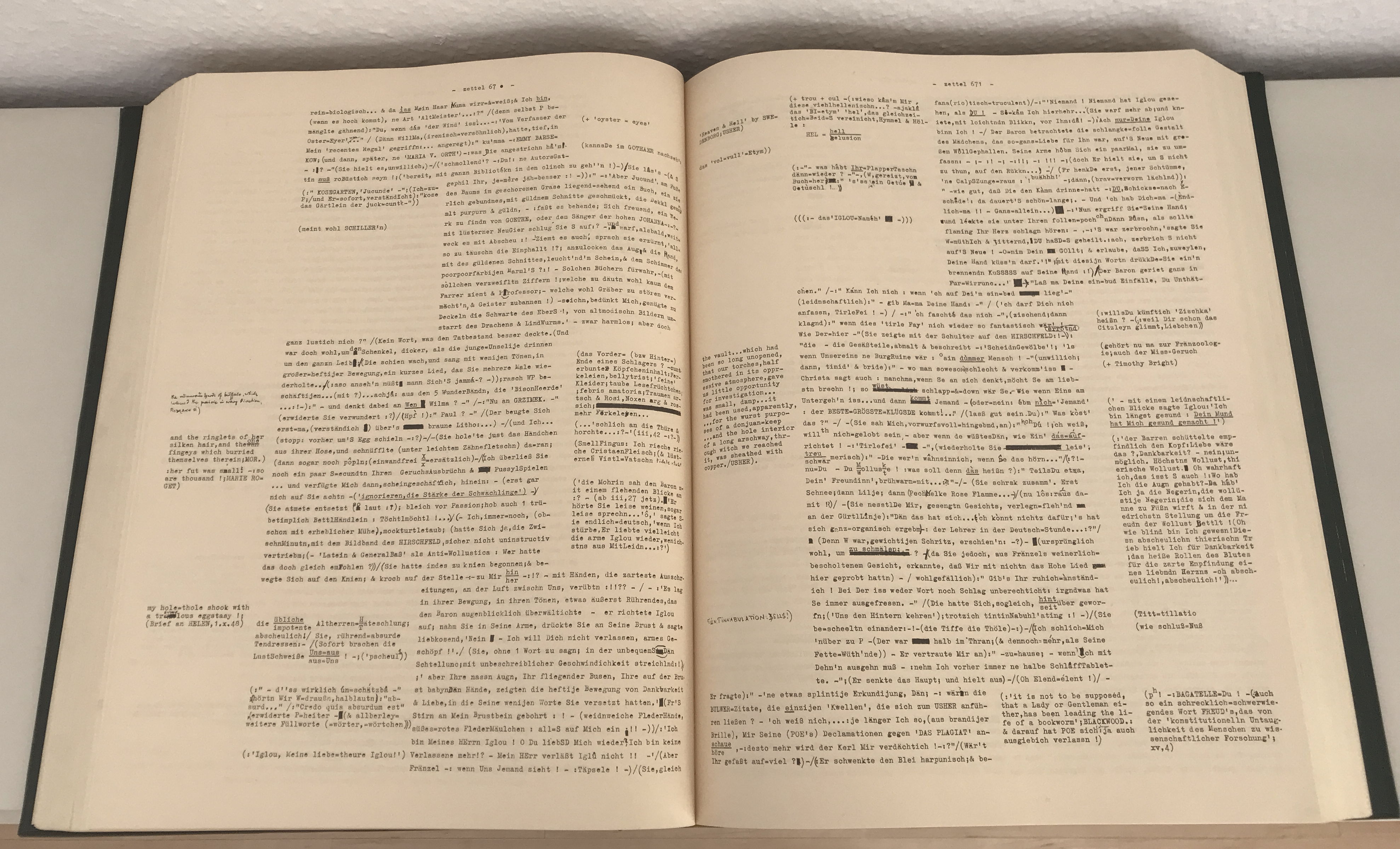
Doppelseite der Erstausgabe

Zettel’s Traum (ZETTEL’S TRAUM in der Schreibweise des Autors) ist das 1970 erschienene Monumentalwerk des Schriftstellers Arno Schmidt.

## Titel
Der Titel spielt unter anderem auf den Weber Niklaus Zettel aus Shakespeares Mittsommernachtstraum an. In der Übersetzung von Christoph Martin Wieland aus dem Jahre 1762 heißt das Stück Ein St. Johannis Nachts-Traum. Nick Bottom (Bottom = „Knäuel“), dessen Namen Wieland entsprechend mit einem Fachbegriff aus dem Textilwesen mit Zettel übersetzte, sagt im 4. Akt, 1. Szene: „Ich will Peter Squenz bitten, daß er einen Gesang aus diesem Traum mache; er soll Zettels Traum genennt werden, …“ und bei Shakespeare: „I will get Peter Quince to write a ballad of this dream: it shall be called Bottom’s Dream, because it hath no bottom; …“.

## Inhalt
Die Handlung spielt an einem Sommertag des Jahres 1968, den die vier Hauptpersonen ab 4 Uhr bis zum folgenden Morgen in dem Dorf Ödingen in der Celler Ostheide verbringen. Der Ich-Erzähler Daniel Pagenstecher hat das Übersetzer-Ehepaar Paul und Wilma Jacobi mit deren Tochter Franziska zu Besuch. Während in dem ungeheuer belesenen Heideeremiten und Gastgeber Dän Pagenstecher unschwer die Person des Autors Arno Schmidt aufscheint, will man in der Figur des Freundes und Übersetzers Paul Jacobi Züge des seinerzeit wegen des Projekts einer gemeinsamen Übersetzung des Werkes von Edgar Allan Poe mit Schmidt verbundenen Schriftstellers Hans Wollschläger erkannt haben. Breiten Raum nehmen die Gespräche der Erwachsenen über den amerikanischen Schriftsteller Edgar Allan Poe ein, dessen Leben und Werk Pagenstecher mittels der von ihm entwickelten Etym-Theorie deutet. Mit dieser Fortentwicklung der Freudschen Psychoanalyse gelangt er zu einem düsteren Psychogramm Poes, den er als impotenten, koprophilen, syphilitischen Voyeur mit Neigung zu Kindfrauen darstellt.
Das Werk umfasst 1334 mit Schreibmaschine und Hand (Randglossen & Streichungen) beschriebene DIN-A3-Seiten und ist in acht Bücher unterteilt:
- 1. Buch: Das Schauerfeld, oder die Sprache von Tsalal (bis Bl. 138)
- 2. Buch: In Gesellschaft von Bäumen (bis Bl. 313)
- 3. Buch: Dän's Cottage. (Ein Diorama) sic (bis S. 489)
- 4. Buch: Die Geste des Großen Pun (bis Bl. 600)
- 5. Buch: Franziska=Nameh (bis Bl. 755)
- 6. Buch: ‚Rohrfrei!‘ – (bis Bl. 961)
- 7. Buch: The tw/oilit of the God/uts (bis Bl. 1145)
- 8. Buch: Im Reiche der Neith (bis Bl. 1330)

## Stil
Der Text ist in drei Spalten layoutet. Der mittlere Textstrang, der bisweilen nach rechts oder links mäandert, stellt die eigentliche Handlung des Romans dar, die Aktionen, Erlebnisse und Gespräche seiner Figuren. Die linke, schmalere Spalte bringt Zitate aus Poes Werken, die rechte, ebenfalls schmale Spalte enthält Assoziationen, Gedankenspiele und sonstige Einfälle des Ich-Erzählers. Die Orthographie ist häufig phonetisch und bildet die dialektale Färbung der Romanfiguren ab. Satzzeichen werden eingesetzt, um ihre nonverbalen Reaktionen abzubilden. Am Anfang des Romans malt eine Reihe von X in konkreter Poesie den Stacheldrahtzaun, den die Figuren gerade überwinden. In Anwendung der Etym-Theorie sind viele Wörter mehrdeutig oder kalauernd. Der Titel des 4. Buchs „Die Geste des Großen Pun“ kann daher verstanden werden als „Die Gäste des Großen Pan“, englisch The jests of the great pun („Die Taten des großen Wortspiels“), „Die Späße der großen Feder“ (engl.: pen) und als „Die Gesten des großen Herrn Penis“.

## Editionsgeschichte

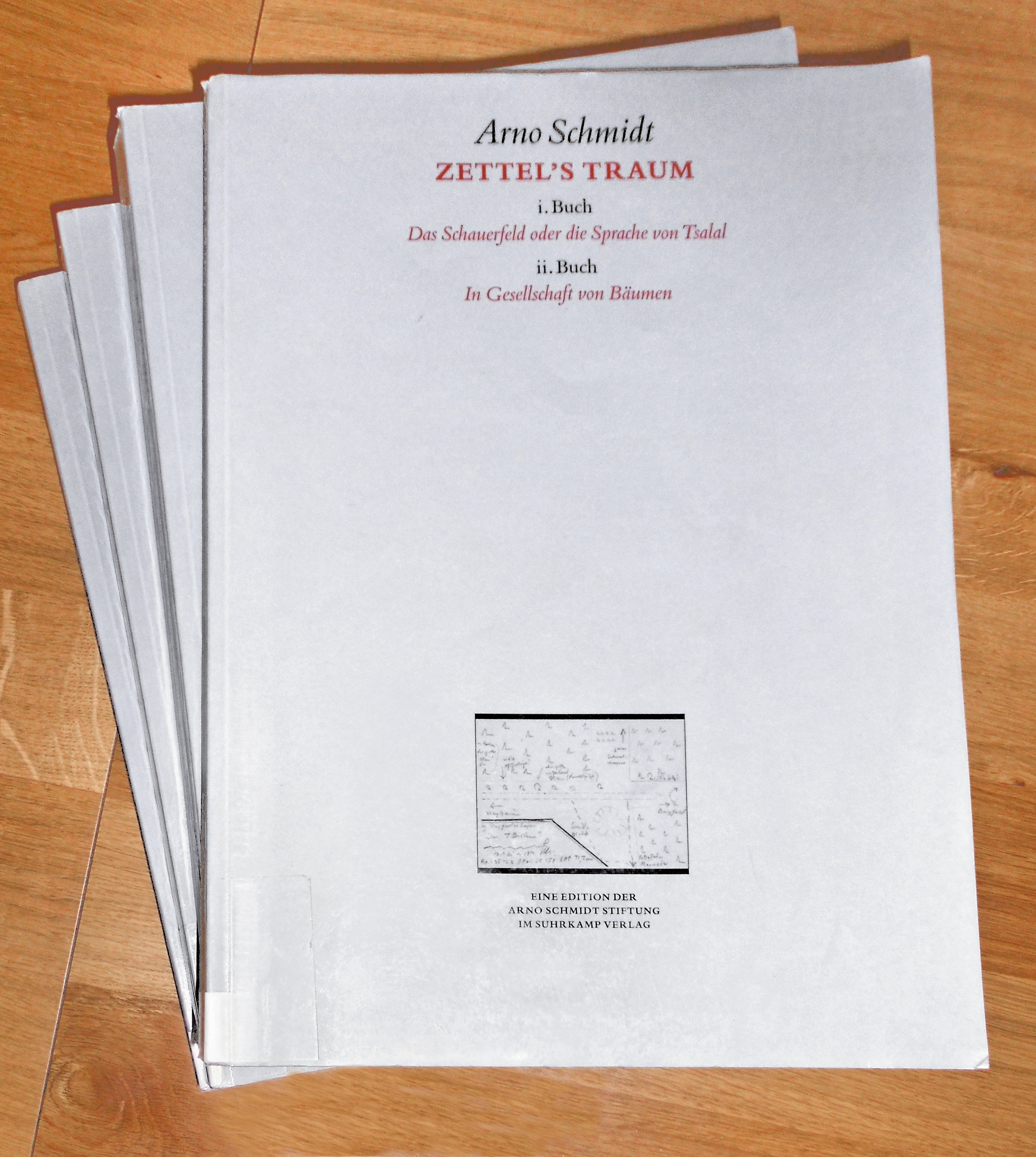
Zettel's Traum in der Studienausgabe, Suhrkamp Verlag, Frankfurt am Main 2010

Zettel’s Traum erschien 1970 in einer auf 2000 Bände limitierten, signierten Auflage im DIN-A3-Format im Stahlberg Verlag zu einem Preis von 345 DM. Das Buch stieß auf so starkes Interesse, dass die sehr teure Erstausgabe nach wenigen Monaten vergriffen war.
Ein Berliner Kollektiv von Raubdruckern fertigte – sehr zum Ärger des Autors – im Herbst 1970 einen Raubdruck in reduzierter Größe. Arno Schmidt sah sich in seiner prekären Existenz bedroht, da sein Verleger nicht noch einmal das Wagnis einer weiteren Typoskript-Ausgabe eingehen wollte, wenn mit fortgesetztem Raubdruck zu rechnen sei.
Bis 2010 war Zettel’s Traum nur in verschieden skalierten Faksimile-Ausgaben des Original-Typoskripts verfügbar. Im Jahr 2002 wurde vom S. Fischer Verlag eine Leseausgabe verlegt, die beinahe an die Originaldimensionen des Werkes herankam.
Im Oktober 2010 erschien im Suhrkamp Verlag die Bargfelder Ausgabe. Werkgruppe IV/1. Standardausgabe. Zettel’s Traum als gesetztes Buch. Friedrich Forssman arbeitete hieran zuvor etliche Jahre.
2020 brachte der Literaturwissenschaftler Bernd Rauschenbach eine Auswahl von Texten aus Zettel’s Traum in einem Taschenbuch von 232 Seiten heraus.

## Rezeption
Zettel’s Traum wurde nach seinem Erscheinen und noch einmal nach der Veröffentlichung der gesetzten Ausgabe sehr unterschiedlich rezipiert. Die Reaktionen waren teils bewundernd, teils befremdet oder ablehnend. Dieter E. Zimmer resümierte 1970 in der Zeit, es sei durchaus möglich, „daß in ‚Zettels Traum‘ das literarische Meisterwerk des Jahrhunderts steckt; es könnte sein, daß es sich um eine Art Streichholz-Eiffelturm in Originalgröße handelt, von einem Hobby-Berserker um den Preis seines Lebens erstellt. Vielleicht ist es auch beides“. Stephan Wackwitz fühlte sich 2010 in der taz an eine Gestalt aus Thomas Manns Doktor Faustus erinnert, der auf „langweilige Art, im Gespräch auf jedes Wort aufzupassen“ pflegte, „ob ihm nicht ein geschlechtlicher Doppelsinn beizulegen sei, in den er einhaken konnte“. In Wahrheit sei Arno Schmidts gesamtes Spätwerk wahrscheinlich „beides zugleich […]. Große Kunst und kompliziert ausgearbeiteter Dachschaden.“ Wolfram Schütte kritisiert die Sterilität der im Roman breit dargelegten Etym-Theorie, denn die Frage, ob Poes Texte ästhetisch gelungen seien, ihr Verständnis und ihre Interpretation werden durch Spekulationen über seine „sexuellen Neigungen an keiner Stelle & in keinem Augenblick beflügelt oder vertieft“. Insgesamt sei das Buch „ein Faszinosum des spökenkiekerischen Lettrismus, die High Fantasy des elaborierten Selbstgesprächs, das ein in sich versunkener literarischer Eremit mit sich in seinem Bargfelder Gehäuse führt“.

## Ausgaben
- Zettel’s Traum – Erstausgabe im DIN-A3-Format, Stahlberg Verlag, 1970.
- Zettel’s Traum – Faksimile-Ausgabe des Manuskripts (45 cm), 3. Auflage, Verlag S. Fischer (Lizenz durch Goverts-Krüger-Stahlberg-Verlag, Stuttgart), 1977
- Zettel’s Traum – Faksimile-Wiedergabe auf 32 × 23,5 cm, S. Fischer Verlag 2002, ISBN 3-596-50560-7.
- Zettel’s Traum – Bargfelder Ausgabe. Werkgruppe IV: Das Spätwerk: Band 1, Suhrkamp Verlag 2010, ISBN 978-3-518-80310-3.
- Bernd Rauschenbach (Hrsg.): Arno Schmidts Zettel's Traum. Ein Lesebuch. Suhrkamp, Berlin 2020, ISBN 978-3-518-80450-6 (Auswahlausgabe)

## Hörbuch
- Arno Schmidt Zettel's Traum, Sprecher: Joachim Kersten, Bernd Rauschenbach, Jan Philipp Reemtsma, Hoffmann und Campe 2008, ISBN 978-3-455-30604-0
- Arno Schmidts Zettel`s Traum, Ein Hör-Lesebuch, Sprecher: Ulrich Matthes, aufbau audio 2021, ISBN 978-3-96105-214-1

## Übersetzung ins Englische
Eine Übersetzung von Zettel’s Traum ins Englische durch John E. Woods ist 2016 unter dem Titel Bottom’s Dream erschienen.